# Proton Satria
Proton Satria (в пер. с санскрит — «рыцарь») — переднеприводной среднеразмерный хетчбэк, выпускающийся малайзийской компанией Proton Edar Sdr Holding с 24 ноября 1994 по 2015 год.

## Первое поколение (1994—2006)

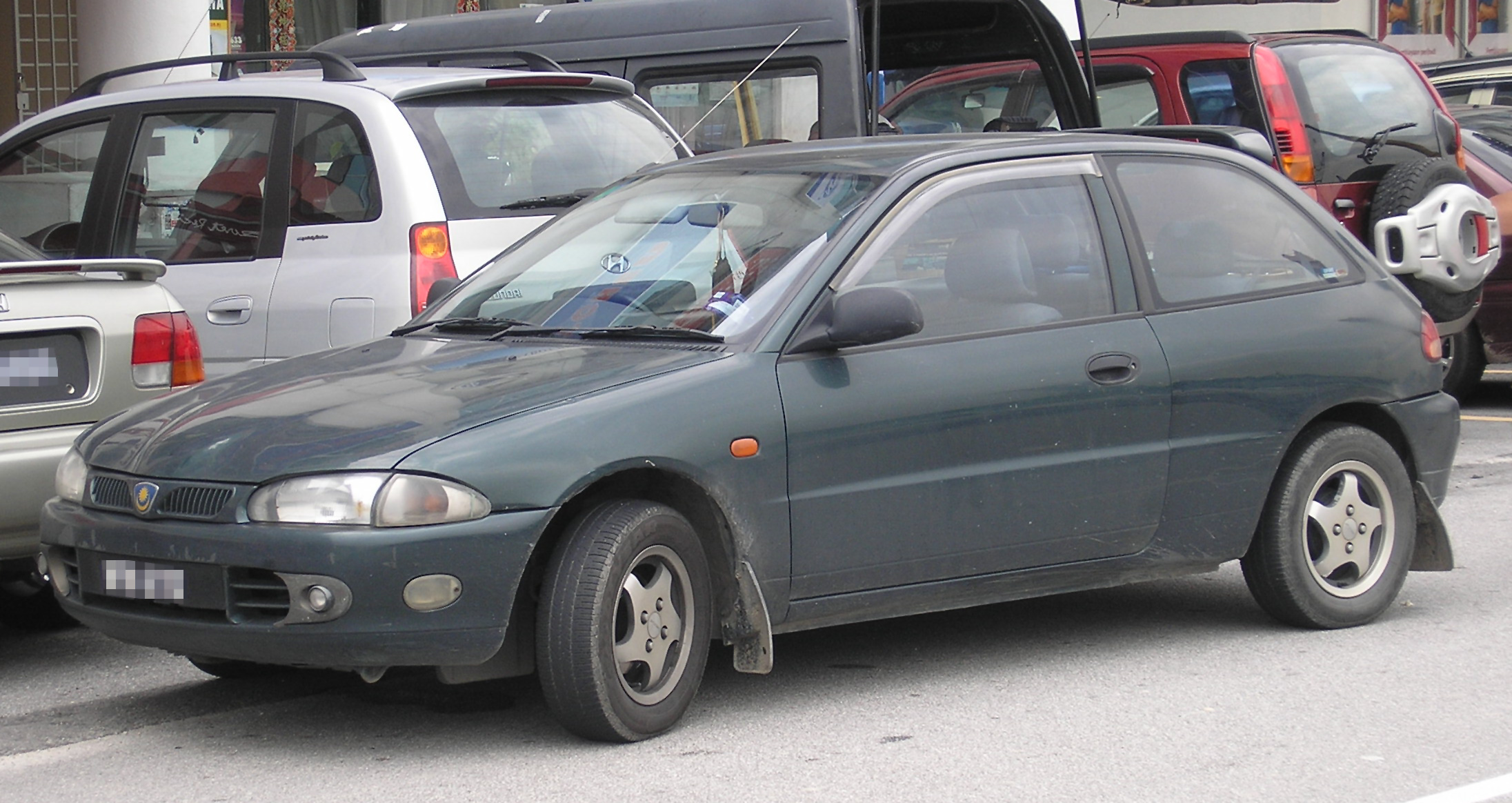
Proton Satria (вид спереди)

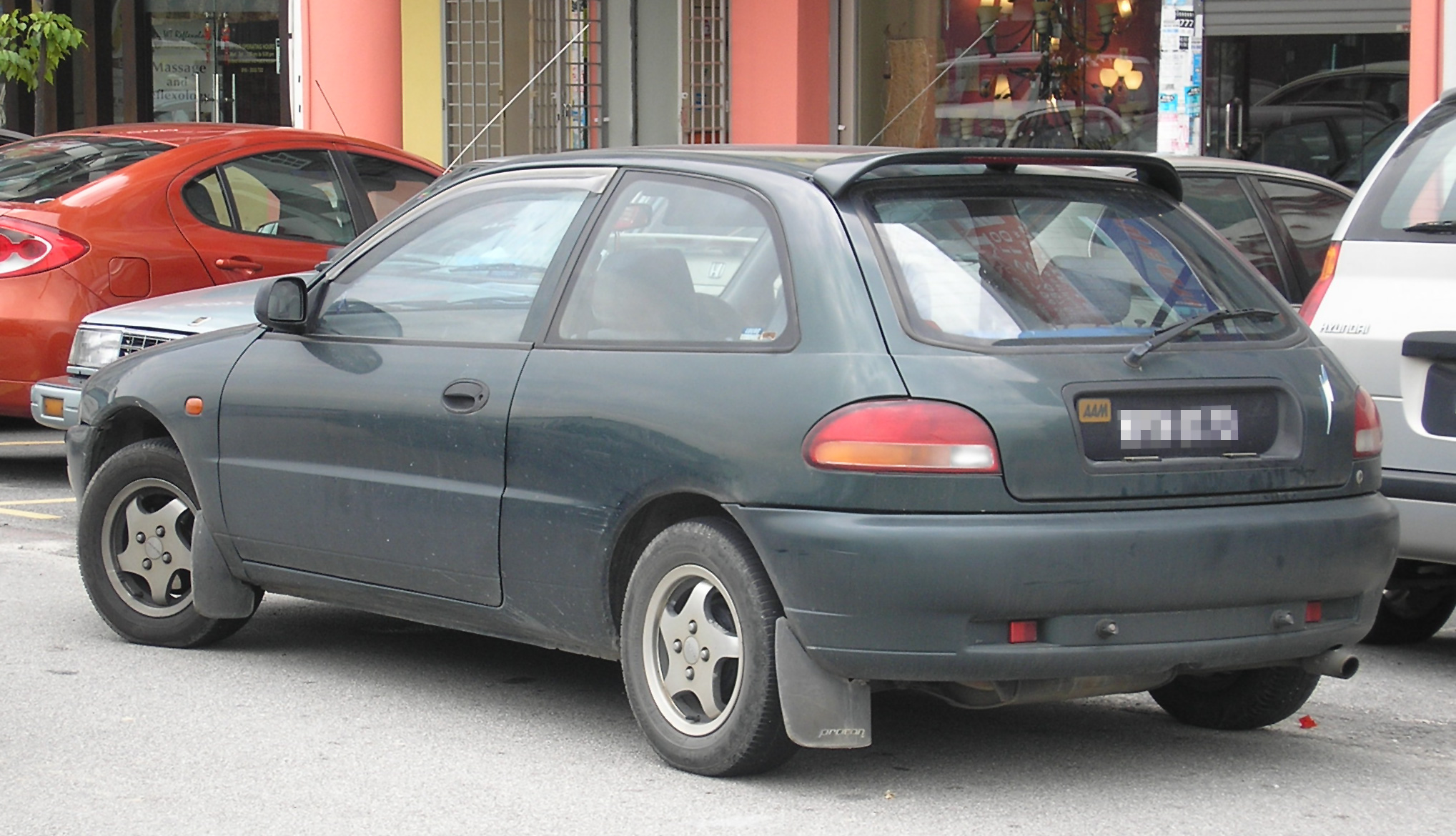
Proton Satria (вид сзади)

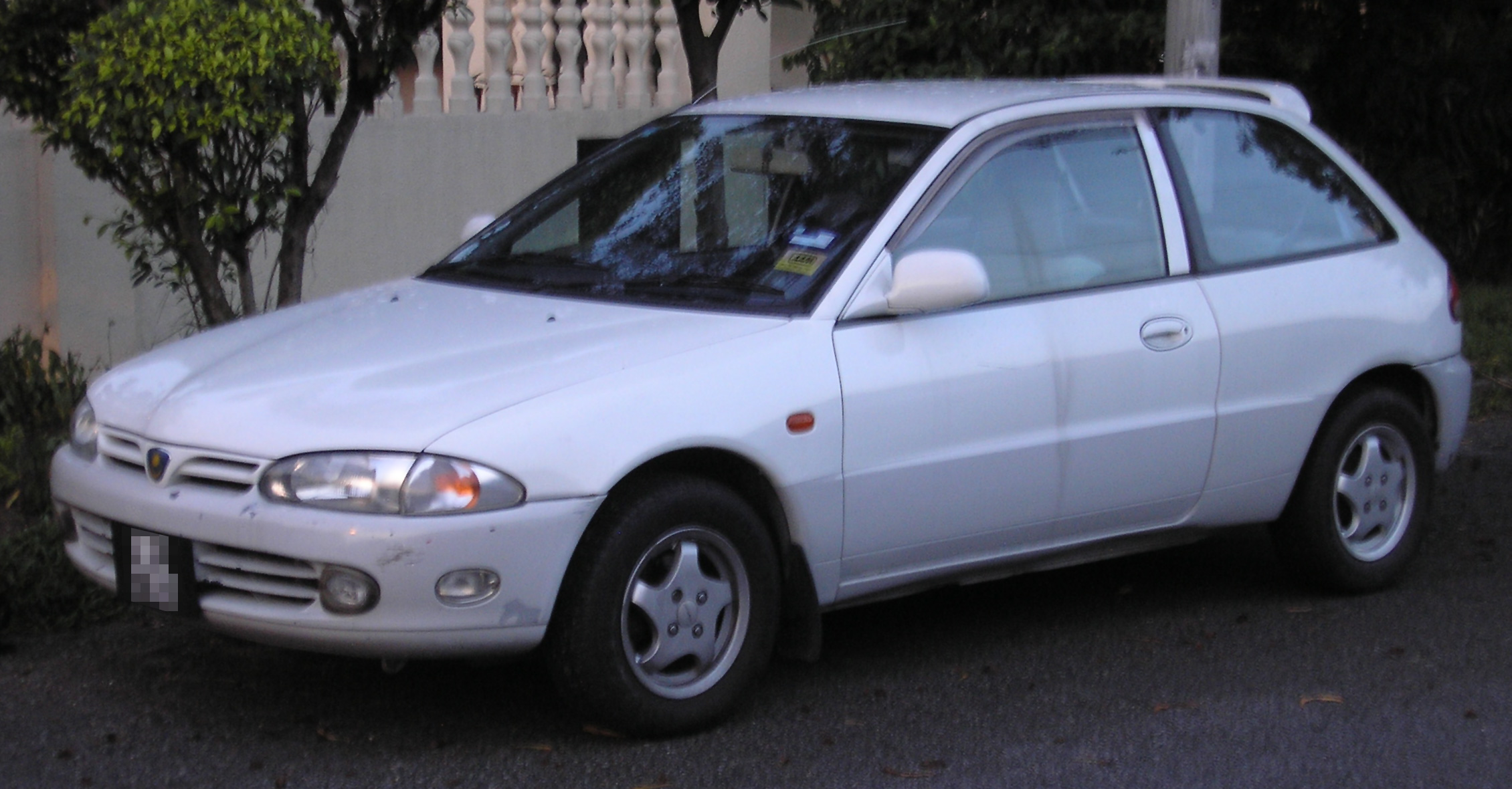
Proton Satria

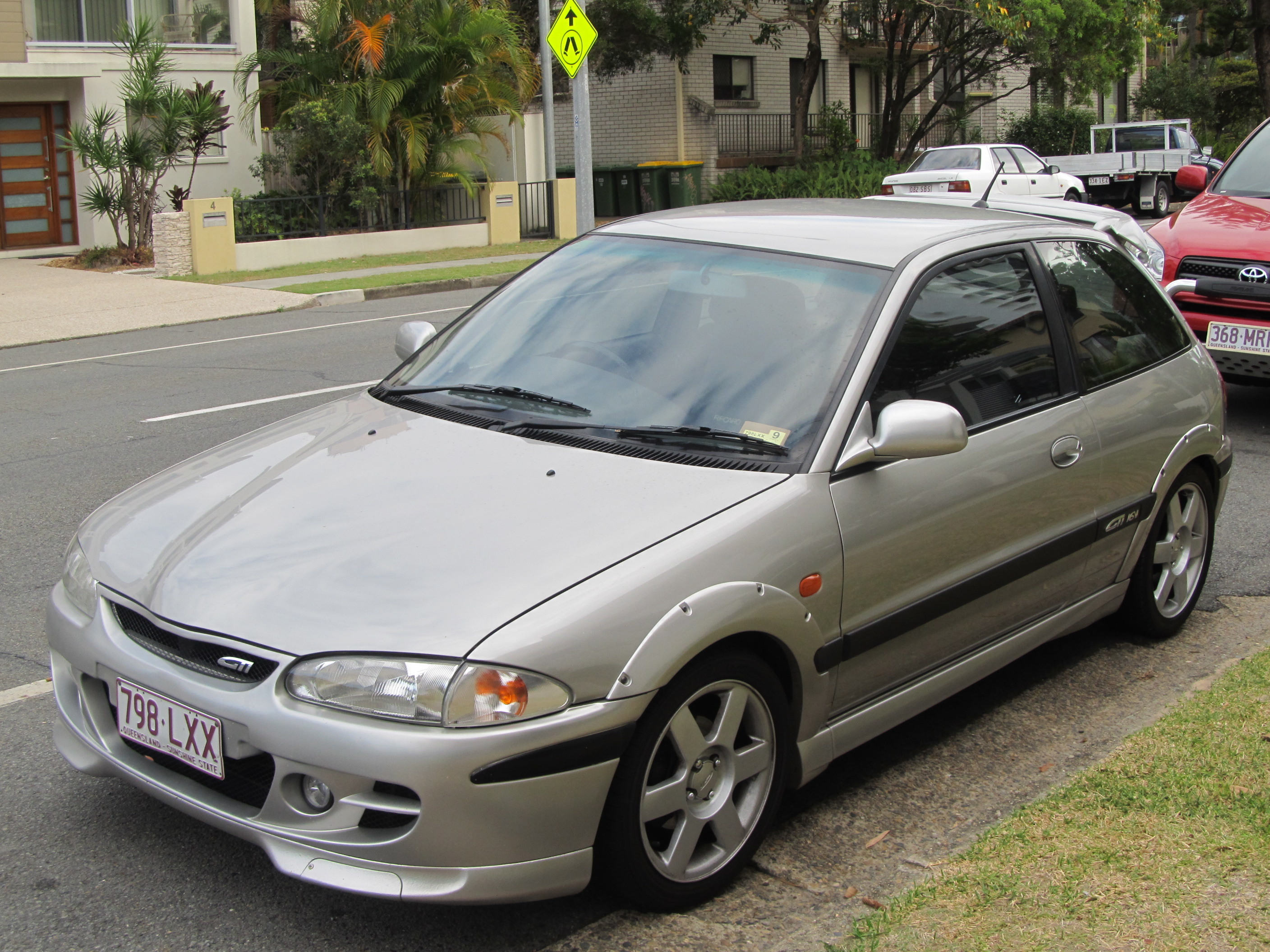
Proton Satria (C99) GTi

Первое поколение автомобилей Proton Satria (C96, C97, C98, C99) производилось в Великобритании под названием Proton Persona Compact и в континентальной Европе под названием Proton 300. Автомобили произведены в соответствии с лицензионным договором между Proton Edar Sdr Holding и Diversified Resources Bhd. В Пекане автомобиль производился на заводах Automotive Manufacturers Malaysia и Usahasama Proton-DRB.
В Австралии автомобиль производился с 1997 года. Модификации — 1.5 GL, 1.5 GLi и 1.6 XLi.
В 1997 году на Международном автомобильном салоне во Франкфурте-на-Майне был представлен автомобиль Proton Satria с кузовом кабриолет. В 1999 году его продажи планировались в Великобритании, однако этого не произошло.
В 1998 году был произведён спортивный вариант Proton Satria GTi с двигателем внутреннего сгорания Mitsubishi 4G93P от японской модели Mitsubishi Lancer GSR. Это был горячий хетчбэк, произведённый компанией Lotus Cars. Сзади автомобиля присутствует надпись Handling by Lotus.
Изначально автомобили Proton Satria первого поколения оснащались двигателями внутреннего сгорания 4G13P и 4G15P от модели Proton Saga, а также 4G92P. Модификации — LSi, GLi, GLSi и SEi.
В 2004 году был произведён ещё один спортивный вариант Proton Satria Special Edition (индексы модификаций — 1.3 GL M/T, 1.5 GL M/T и 1.5 GL A/T). 4 октября 2004 года был налажен мелкосерийный выпуск Proton Satria R3.
Производство завершилось в 2006 году.

## Второе поколение (2006—2015)
Второе поколение автомобилей Proton Satria (BS3, BS6) производилось с июня 2006 года под названием Proton Satria Neo. Многие детали взяты от моделей Proton GEN•2 и Proton Waja.
Автомобили Proton Satria Neo 1.3 B-line, 1.6 M-Line и H-Line оснащены бензиновым двигателем внутреннего сгорания CamPro.
В феврале 2009 года был произведён спортивный вариант Proton Satria Neo CPS. Другие варианты — Proton Satria Neo R3, Proton Satria Neo Super 2000 и Proton Satria Neo CUSCO.
Производство завершилось в 2015 году.

## Галерея

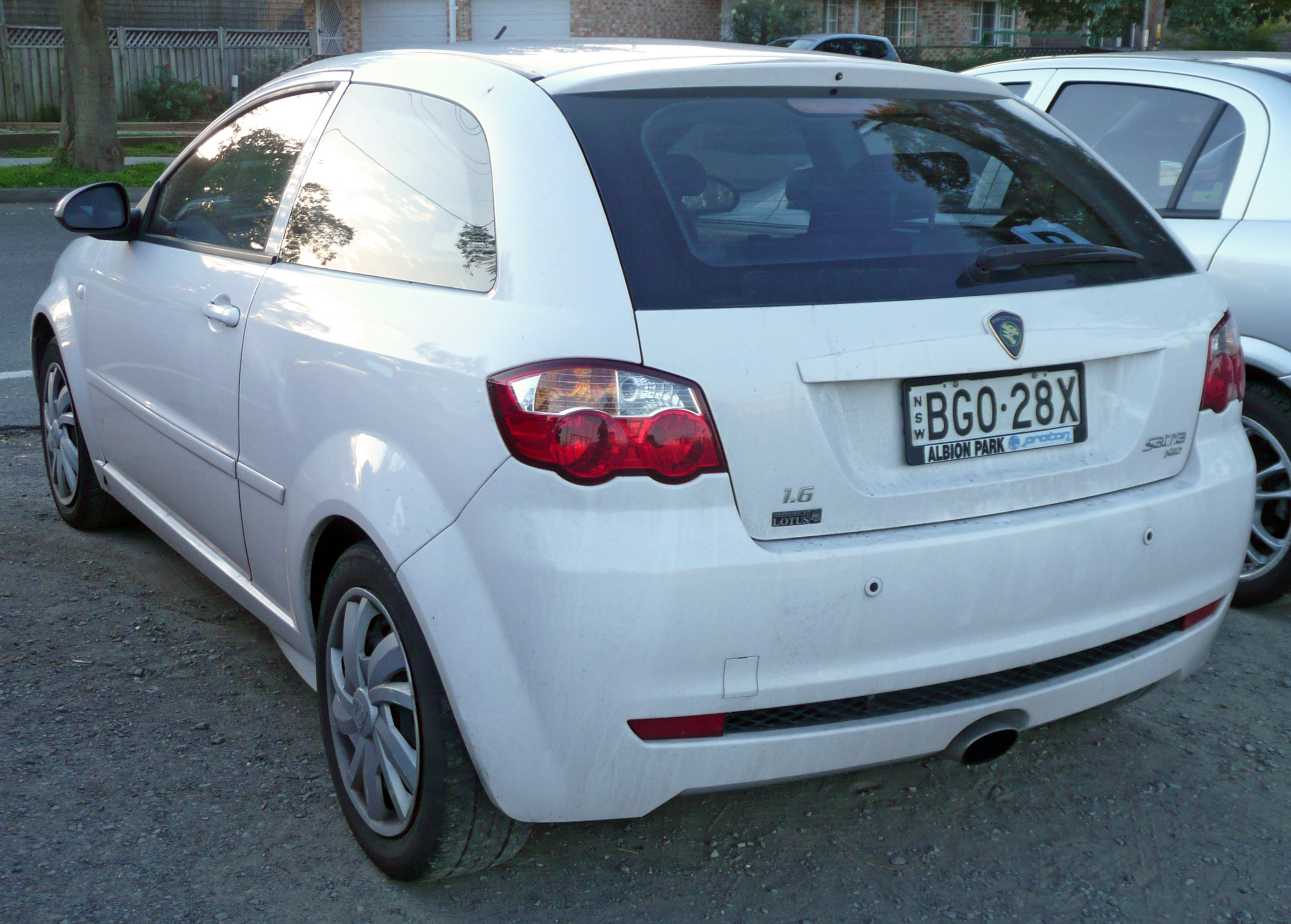
Proton Satria (BS) Neo GX
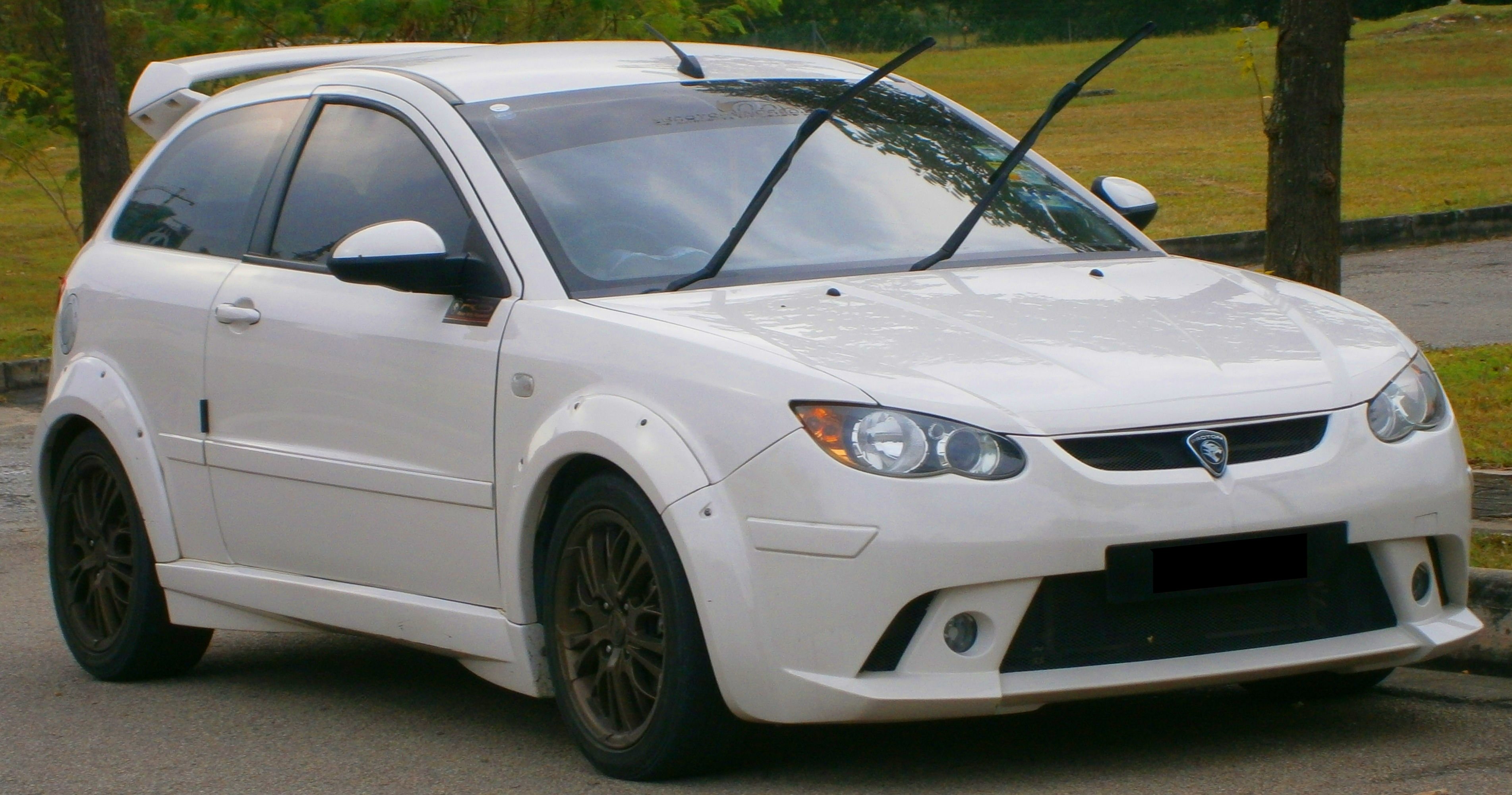
Proton Satria Neo CPS H-Line
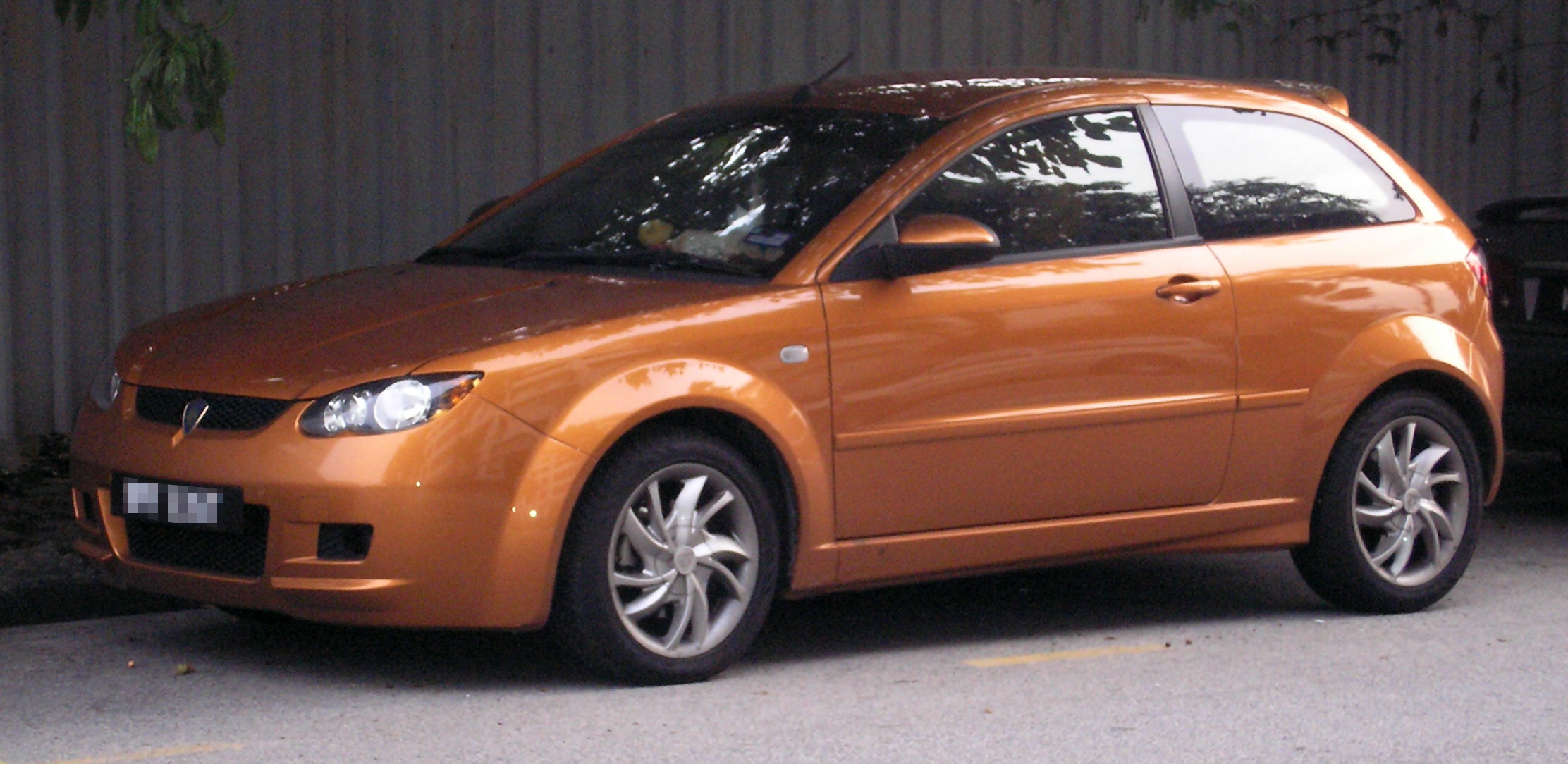
Proton Satria Neo
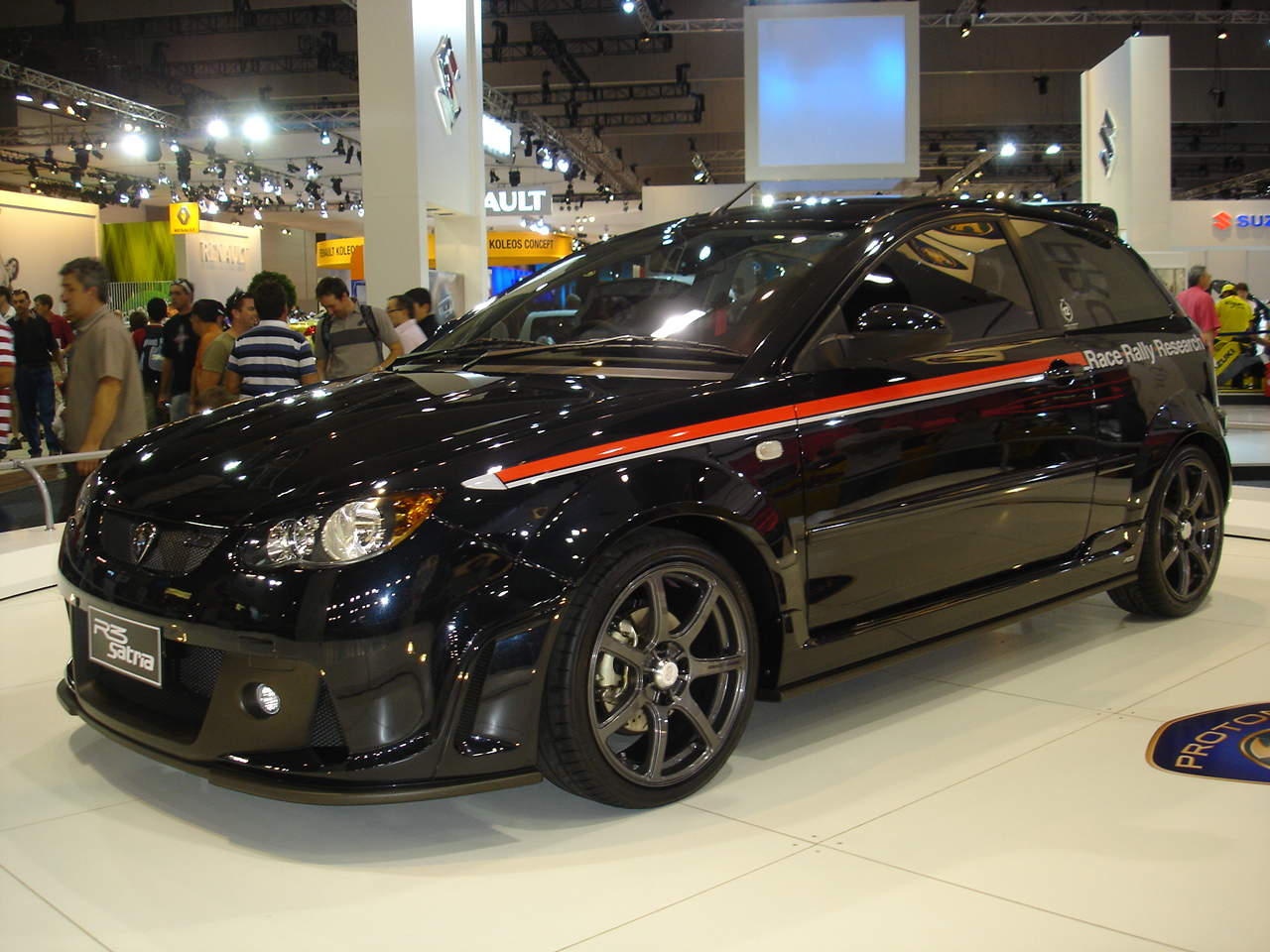
Proton Satria R3 (выпуск 2008 года)
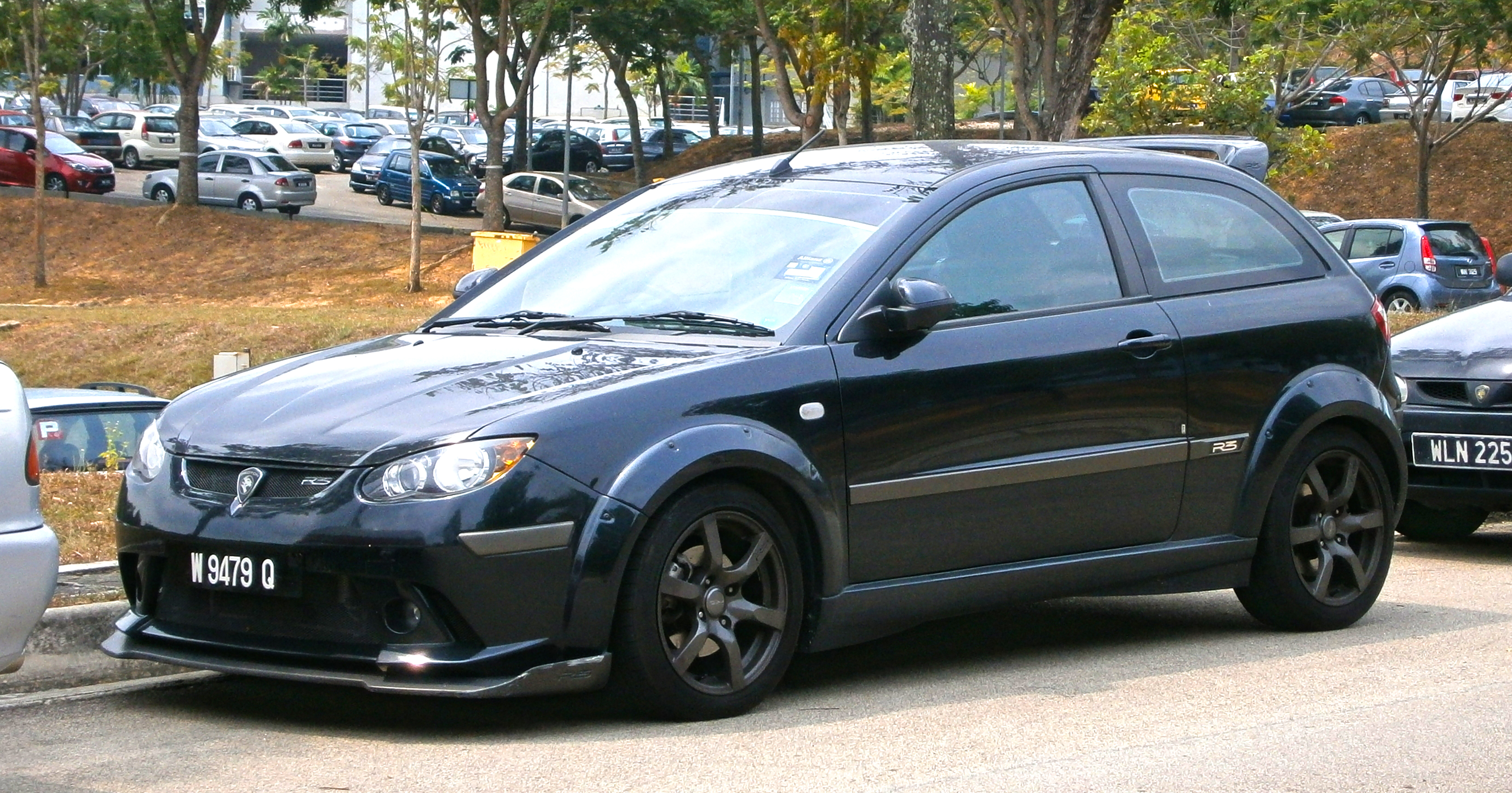
Proton Satria Neo R3
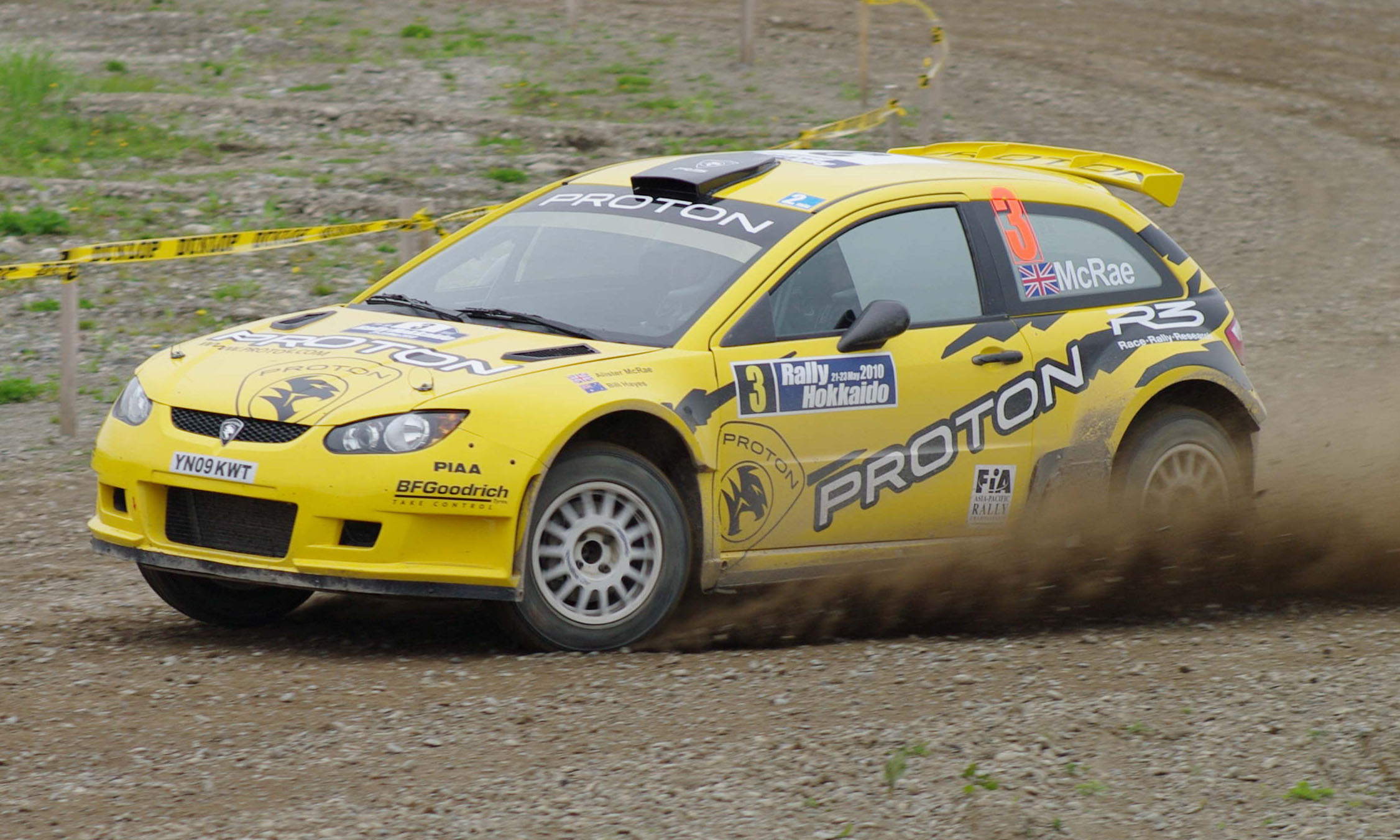
Proton Satria Neo Super 2000
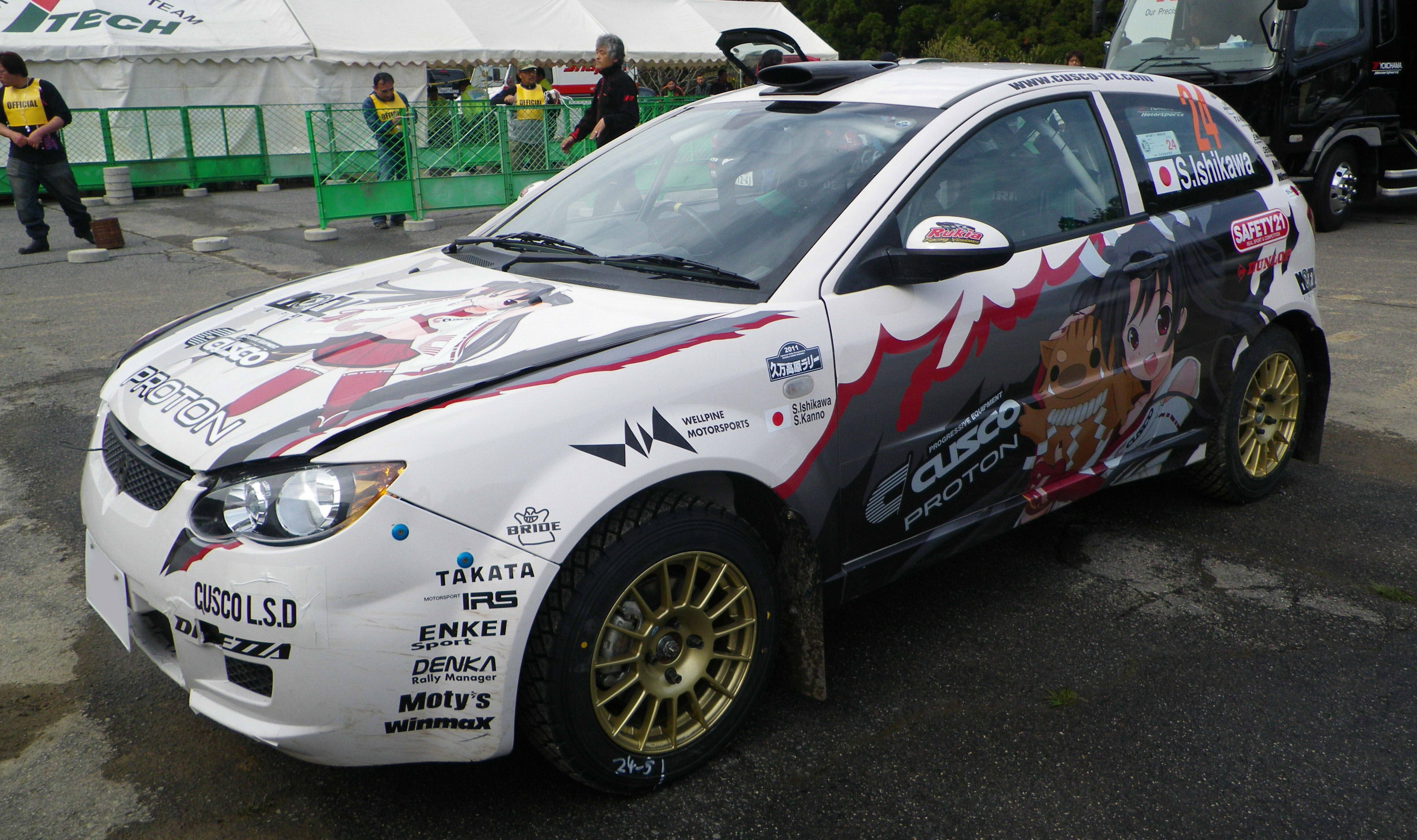
Proton Satria Neo CUSCO